# Ambla
Pour les articles homonymes, voir Ambla (homonymie).
Ambla (jusqu’en 1920, Ampel en allemand) est un village estonien, chef-lieu de la commune rurale d’Ambla, qui se trouve dans la région de Järva.

## Démographie
Sa population était de 348 habitants au 1er janvier 2010.
Au 31 décembre 2011, il compte 299 habitants.

## Histoire
Le village et sa paroisse ont été fondés au XIIIe siècle vers 1220 par les Chevaliers Porte-Glaive sous le nom d’Amplæ Mariæ. L’église consacrée à la Vierge Marie date de 1270 ; elle est la plus ancienne église d’Estonie centrale. Son clocher actuel date de 1857 et atteint 49,5 mètres de hauteur.